# 葉申薌
葉申薌（？—？），福建閩縣（今屬福州市）人，清朝政治人物。
翰林葉觀國子。嘉慶十四年（1809年）己巳恩科三甲進士，選翰林院庶吉士，散館授檢討，出爲河南府知府，升河陕汝道。